# Fernando Couto
Fernando Manuel Silva Couto, född 2 augusti 1969 i Espinho, är en portugisisk före detta fotbollsspelare. Under sin 20 år långa karriär så vann han bland annat dubbeln i både Portugal, Spanien och Italien. I landslaget så deltog han i ett VM samt tre EM-slutspel.

## Klubbkarriär
Fernando Couto kom till FC Porto när han var 17 år. 2 juni 1988 gjorde han debut när han spelade 90 minuter i 1-0-vinsten mot Académica, hans enda match det året. Efter säsongen så släpptes han av Porto och spelade då en säsong med Famalicão och året efter i Académica.
Couto återvände till Porto 1990 där han vann sex titlar under fyra säsonger. 1994 flyttade han till Italien och Parma och vann under sin första säsong Uefacupen.
Sommaren 1996 värvades Couto av FC Barcelona, där han återförenades med landsmannen Vítor Baía. Han började bra och fick mycket speltid av managern Bobby Robson. När sen Louis van Gaal tog över efter Robson så förpassades Couto till bänken allt oftare.
Efter två år i Spanien så flyttade Couto tillbaka till Italien och den här gången Lazio tillsammans med Ivan de la Peña. Under första säsongen spelade han 22 matcher då Lazio nådde en andra plats i Serie A. Han fick även hoppa in i slutskedet av finalen i Cupvinnarcupen 1999, en match som Lazio vann med 2-1 mot Mallorca.
2001 testades Couto positivt för nandrolon i ett dopingtest. När han hade avtjänat sin avstängning som gällde både i klubblaget och landslaget så tog han tillbaka sin startplats i Lazios försvar och var en startman under dem efterföljande säsongerna.
2005 återvände han till Parma efter elva år, då han inte kunde komma överens med Lazio om ett nytt kontrakt. Där spelade han i tre år innan han till slut valde att sluta.

## Landslaget
Couto tillhörde den så kallade "Gyllene generationen" i portugisisk fotboll som vann U-20 VM 1989. Han gjorde sin första A-landskamp mot USA som Portugal vann med 1-0.
Han spelade i EM 1996 där han gjorde det enda målet i gruppspelsmatchen mot Turkiet. Han var även ordinarie i EM 2000 samt VM 2002. I EM 2004, som spelades i Portugal, blev han utnämnd till lagkapten och startade i premiären mot Grekland som Portugal förlorade. Efter det blev Couto petad resten av turneringen till förmån för Ricardo Carvalho Under 14 år i landslaget gjorde Couto totalt 110 landskamper.

## Meriter

### Klubblag
Porto
- Primeira Liga: 1988, 1992, 1993
- Portugisiska cupen: 1988, 1991, 1994
- Portugisiska supercupen: 1991, 1994

Parma
- UEFA-cupen: 1995

Barcelona
- La Liga: 1998
- Copa del Rey: 1997, 1998
- Spanska supercupen: 1996
- Cupvinnarcupen: 1997
- Uefa Super Cup: 1997

Lazio
- Serie A: 2000
- Italienska supercupen: 1998, 2000
- Coppa Italia: 2000, 2004
- Cupvinnarcupen: 1999

### Landslag
- U-20 VM: 1989
- EM silver: 2004